# Pogonostoma caeruleum
Pogonostoma (Macropogonostoma) caeruleum – podrodzaj chrząszczy z rodziny biegaczowatych, podrodziny trzyszczowatych i rodzaju Pogonostoma. Jedyny znany gatunek monotypowego podrodzaju Macropogonostoma.

## Taksonomia
Podrodzaj Macropogonostoma wyróżniony został w 2007 roku przez Jiriego Moraveca, jako monotypowy, z jednym gatunkiem P. (M.) caeruleum, opisanym przez Francis de Laporte'a Castelnau i Hippolyte'a Louisa Gory'ego w 1835 roku.

## Występowanie
Gatunek tej jest endemitem Madagaskaru.

## Systematyka
Wyróżnia się 2 podgatunki tego chrząszcza:
- Pogonostoma (Macropogonostoma) caeruleum caeruleum (Castelnau et Gory, 1835)
- Pogonostoma (Macropogonostoma) caeruleum cupripenne Lesne, 1911